# Cohors I Flavia Civium Romanorum (Syria Palaestina)

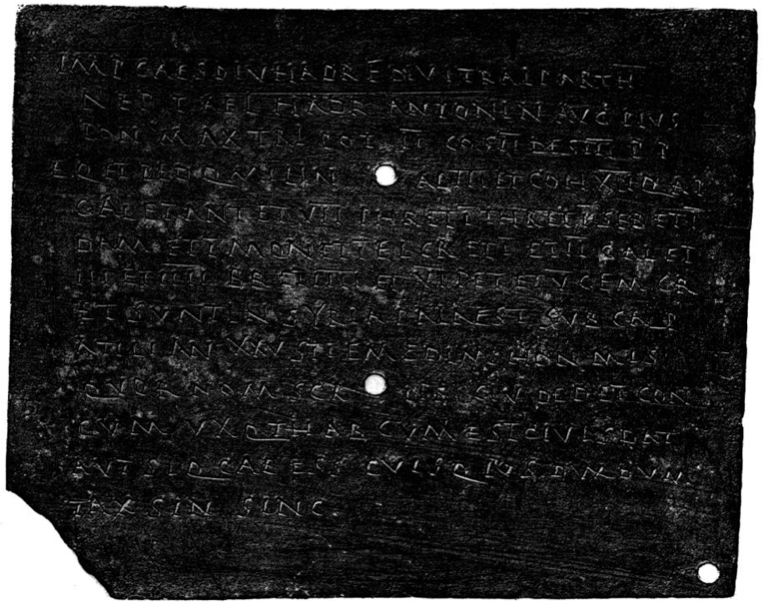
Das Militärdiplom des Jahres 139

Die Cohors I Flavia Civium Romanorum [equitata] (deutsch 1. Kohorte die Flavische der römischen Bürger [teilberitten]) war eine römische Auxiliareinheit. Sie ist durch Militärdiplome belegt.

## Namensbestandteile
- Flavia: die Flavische. Die Ehrenbezeichnung bezieht sich auf die flavischen Kaiser Vespasian, Titus oder Domitian.

- Civium Romanorum: der römischen Bürger. Die Soldaten waren bei Aufstellung der ursprünglichen Cohors I Flavia Civium Romanorum, von der diese Kohorte abgespalten wurde, aus römischen Bürgern rekrutiert worden.

- equitata: teilberitten. Die Einheit war ein gemischter Verband aus Infanterie und Kavallerie.

Da es keine Hinweise auf den Namenszusatz milliaria (1000 Mann) gibt, war die Einheit eine Cohors (quingenaria) equitata. Die Sollstärke der Kohorte lag bei 600 Mann (480 Mann Infanterie und 120 Reiter), bestehend aus 6 Centurien Infanterie mit jeweils 80 Mann sowie 4 Turmae Kavallerie mit jeweils 30 Reitern.

## Geschichte
Die Kohorte war in der Provinz Syria Palaestina stationiert. Sie ist auf Militärdiplomen für die Jahre 139 bis 160 n. Chr. aufgeführt.
Vermutlich aufgrund des Bar-Kochba-Aufstands um 132/135 wurde eine Vexillation der Cohors I Flavia Civium Romanorum, die in der Provinz Syria stationiert war, in die Provinz Syria Palaestina verlegt. Diese Vexillation verblieb nach Beendigung des Aufstands in Syria Palaestina und wurde dort zu einer vollständigen, gleichnamigen Kohorte ergänzt.
Der erste Nachweis der Einheit in Syria Palaestina beruht auf einem Diplom, das auf 139 datiert ist. In dem Diplom wird die Kohorte als Teil der Truppen (siehe Römische Streitkräfte in Syria) aufgeführt, die in der Provinz stationiert waren. Weitere Diplome, das auf 142 bis 160 datiert sind, belegen die Einheit in derselben Provinz.
Letztmals erwähnt wird die Einheit in der Notitia dignitatum mit der Bezeichnung Cohors prima Flavia für den Standort Moleaatha. Sie war Teil der Truppen, die dem Oberkommando des Dux Palaestinae unterstanden.

## Standorte
Standorte der Kohorte in Syria Palaestina waren möglicherweise:
- Moleaatha: Die Einheit wird in der Notitia dignitatum für diesen Standort aufgeführt.

## Angehörige der Kohorte
Angehörige der Kohorte sind nicht bekannt.

## Weitere Kohorten mit der BezeichnungCohors I Flavia Civium Romanorum
Es gab noch eine weitere Kohorte mit dieser Bezeichnung, die Cohors I Flavia Civium Romanorum (Syria). Sie ist durch Militärdiplome von 88 bis 153 belegt und war in der Provinz Syria stationiert.